# August Heissmeyer
August Heissmeyer (även Heißmeyer), född 11 januari 1897 i Gellersen, död 16 januari 1979 i Schwäbisch Hall, var en tysk SS-Obergruppenführer och general i Waffen-SS och polisen. Han var bland annat chef för SS-Hauptamt och det för honom särskilt inrättade Hauptamt Dienststelle Heissmeyer, som utövade inspektion av de Nationalpolitiska uppfostringsanstalterna. Heissmeyer var gift med rikskvinnoledaren Gertrud Scholtz-Klink.